# Болоњски процес
Болоњски процес је појам који означава политичку намену стварања Европског високошколског подручја стварањем стандардних академских титула. Болоњски процес је настао након што су Министри образовања 29 европских држава у италијанском граду Болоњи 19. јуна 1999. године потписали Болоњску декларацију. На следећим састанцима у Прагу 2001, Берлину 2003, Бергену 2005, Лондону 2007 и Левену 2009 листа чланица се проширила тако да данас готово све земље Европе учествују у овом процесу. Србија је постала потписник Болоњског процеса у Берлину 2003. године. Монако и Сан Марино су једине земље чланице Савета Европе које нису приступиле Болоњском процесу (мада могу да сматрају да су приступиле Болоњском процесу када Француска и Италија заврше имплементацију). Од осталих земаља Белорусија и Казахстан су позвани да постану потписници. Болоњски процес се односи на реформу састава високог образовања у свим потписницама „Болоњске декларације“.
Пре потписивања Болоњске декларације Велика повеља универзитета издата је на састанку ректора универзитета којом се слави 900-та годишњица постојања Универзитета у Болоњи (и европских универзитета) 1988. године. Годину дана пре декларације, министри образовања Клод Алегр (Француск), Јирген Ритгерс (Немачка), Луиђи Берлинџер (Италија) и баронеса Блекстон (УК) потписали су Сорбонску декларацију у Паризу 1998, обавезујући се да „хармонизују архитектуру Европског система високог образовања”. Болоњски процес има 48 земаља учесница.

## Потписници
Потписници Болоњског процеса, чланови Европског високошколског подручја, су:
- 1999:
  -  Аустрија
  -  Белгија
  -  Бугарска
  -  Чешка
  -  Данска
  -  Естонија
  -  Финска
  -  Француска
  -  Немачка
  -  Грчка
  -  Мађарска
  -  Исланд
  -  Ирска
  -  Италија
  -  Летонија
  -  Литванија
  -  Луксембург
  -  Малта
  -  Холандија
  -  Норвешка
  -  Пољска
  -  Португалија
  -  Румунија
  -  Словачка
  -  Словенија
  -  Шпанија
  -  Шведска
  -  Швајцарска
  -  Уједињено Краљевство
- 2001:
  -  Хрватска
  -  Кипар
  -  Лихтенштајн
  -  Турска
  -  Европска унија
- 2003:
  -  Албанија
  -  Андора
  -  Босна и Херцеговина
  -  Северна Македонија
  -  Русија
  -  Србија
  -  Ватикан
- 2005:
  -  Јерменија
  -  Азербејџан
  -  Грузија
  -  Молдавија
  -  Украјина
- Мај 2007: Црна Гора
- 2010: Казахстан
- Мај 2015: Белорусија

Све чланице Европске уније учествују у процесу, јер је Европска комисија такође потписник. Монако и Сан Марино су једини чланови Савета Европе који нису усвојили процес.

## Оквир
Основа процеса је прихваћена у три циклуса високошколских квалификација. Као што је наведено у Бергенској Декларацији 2005, циклуси су дефинисана у смислу квалификација и Европског система преноса и акумулације бодова (ECTS):
1. циклус: углавном 180-240 ECTS бодова, обично доделу Бечелор дипломе.
2. циклус: обично 60-120 ECTS бодова (минимум 60 ECTS - 2. циклуса нивоу). Обично доделе мастер диплому.
3. циклус: докторске студије. Нема дат ECTS опсег.

У већини случајева, потребно је 3, 2 и 3 године респрективно да се заврши. Стварно именовање степена може да варира од земље до земље. 
Једна академска година одговара 60 ECTS бодова што је еквивалентно 1,500-1,800 сати студија. Нови модел долази ближе северноамеричком и јапанском систему. Он даје већу тежину на практичну обуку и на интензивне истраживачке пројекте. Начин рачунања кредита се мери према томе колико је студент радио. Нове методе вредновања одражавају не само ефикасност студената на испитима, него и лабораторијским експериментима, презентацијама, време проведено на студијама, даље иновационе капацитета, итд.

## Циљеви
Болоњски процес је реформски процес створен са циљем одговарања на теме као што су јавна одговорност за високошколско образовање и науку, управљање високим образовањем, друштвену димензију високог образовања и истраживања, као и вредности и улогу високог образовања и истраживања у савременим, глобализованим, и све сложенијим друштвима са захтевним потребама квалификација. 
Са Болоњским процесом имплементације система, високо образовање у земљама Европе треба да буду организовани на такав начин да омогући: 
- мобилност - лаку покретљивост из једне земље у другу (у оквиру европског простора високог образовања) - у циљу даљег студирања или запошљавања;
- атрактивност европског високог образовања је повећана, тако да многи људи из неевропских земаља такође долазе да уче и/или раде у Европи;
- запошљивост - Европском простору високог образовања Европе нуди широка, квалитетна и напредна база знања, и осигурава даљи развој Европе као стабилне, мирне и толерантне заједнице у оквиру Европског истраживачког простора;

Такође ће бити веће конвергенције између САД и Европе, тако да европско високо образовања усваја аспекте америчког система.
Као подциљеви дефинисани су:
- Стварање система лакшег разумевања и уједначавања диплома
- Стварање двостепеног система диплома - Бечелор/Мастер систем
- Увођење система оцењивања, Европски систем трансфера бодова (ЕСТБ)
- Повећање мобилности кроз уклањање баријера; не само просторна мобилност већ и културалне компетенције али и мобилност међу високим школама
- Заједнички рад на повећању квалитета
- Европска димензија високошколског образовања
- Доживотно учење
- Учешће студената (укључивање у све одлуке и иницијативе на свим нивоима)
- Повећање атрактивности европског високошколског образовања
- Уједначавање европског високошколског образовања са европским истраживачким простром, посебно кроз увођење докторске фазе у Болоњском процесу.

Један даљи циљ је и интеграција као социјална димензија.

## Критика
У многим земљама увођење није прошло без критике и противљења. Нове промене проближавају образовање системима који су већ заступљени у Уједињеном Краљевству и Ирској и оцењиване су као „Американизација“ Европског система образовања.
Признавање диплома са ранијих студија на Бечелор-Мастер систем разликовао се код сваке чланице. У Србији су студентске и невладине организације протестовале како би се дипломе са старог система признале као Мастер дипломе без додатних испита и плаћања.
Болоњска декларација остала је нејасна код Докторских студија тако да промене у овом делу иду најспорије.
Непостојање јасних критеријума може да доведе да се издају исте дипломе за студенте који завршавају два факултета са великом разликом у критеријуму. Немачки Универзитети се доста противе јер сматрају да Болоњски процес угрожава квалитет високог образовања немачког у односу на друге системе образовања. Универзитети у источној Европи пак критикују да ће ово само убрзати процес миграције студената из мање развијених у развијеније земље јер ће на овај начин нестати баријере.

## Одбијене земље
Четири земље нису чланице процеса. Мада је Киргистан ратификовао Лисабонску конвенцију о признавању 2004. године, он није Европске културне конвенције Савета Европе и нема познатих планова да се прошири географски опсег конвенције.

## Ефекти по државама

### Андора
У Андори дипломе додељује држава у сва три циклуса (дипломски, магистарски и докторски). Универзитет Андореa је прилагодио своје студије у учионици Европском простору високог образовања у складу са Болоњским споразумом. Радно оптерећење за дипломе се рачуна у европским кредитима, са европским еквивалентом од 180 кредита (три године) за дипломе првоступника и 120 кредита (две године) за мастер дипломе.

### Јерменија
Јерменија је ратификовала Болоњски процес 2005. године и чланица је Европског простора високог образовања.

### Белорусија
Белорусија је постала чланица Европског простора високог образовања на конференцији у Јеревану, Јерменија, маја 2015. године.

### Финска
У финском предболоњском систему, високо образовање је било подељено између универзитета и политехничких факултета. На универзитетима су дипломе у већини области биле подељене на трогодишње дипломе (кандидати) и двогодишње магистерије (мајстери). У овим областима, Болоњски процес није резултирао променама.
У области инжењерства, универзитети су нудили само 5 1⁄2-годишњи магистарски програм (diplomi-insinööri). Ово је замењено трогодишњим степеном бачелор (tekniikan kandidaatti) и двогодишњом магистратуром (diplomi-insinööri), за које су енглески називи бечелор науке (технологије) и магистар наука (технологије). Кореспондирајућа промена је направљена у војном високом образовању, где је официрска диплома подељена између основних и магистарских програма. Фински Универзитети примењених наука, који су понудили програме инжењерских студија еквивалентних дипломама, почели су да нуде програме магистарских студија 2005. године. Неки програми инжењерства (insinööri (ylempi AMK)) се предају на енглеском.

### Русија
Руски оквир високог образовања био је у основи некомпатибилан са процесом. Генерички, најнижи степен на свим универзитетима од совјетске ере је специјалиста, који се може стећи након пет до шест година студија. Од средине 1990-их, многи универзитети су увели ограничене програме који омогућавају студентима да дипломирају са дипломом за четири године и магистрирају за још једну до две године уз очување старог система.
Након приступања Болоњском процесу 2003, у октобру 2007. године, Русија је прешла на двостепено образовање у складу са Болоњским процесом. Универзитети су увели диплому БСц усред својих стандардних специјалистичких програма, али прелазак на магистарску квалификацију није завршен.
Иако специјалисти и магистри имају право на докторске програме (аспирантура), дипломирани немају; укида се специјалистички степен. На већини универзитета образовање за основне и магистарске студије је бесплатно, иако неки државни и приватни универзитети наплаћују једно или оба. Тржиште рада још увек не прихвата БСц дипломе, али неки универзитети су програм учинили сличним класичном образовању, и магистарска фаза остаје обавезна за већину дипломаца.